# Onustus indicus
Onustus indicus (nomeada, em inglês, Indian carrier-shell; na tradução para o português, "concha-transportadora-do-Índico") é uma espécie de molusco gastrópode marinho pertencente à família Xenophoridae, na ordem Littorinimorpha. Foi classificada por Johann Friedrich Gmelin, em 1791, originalmente denominada Trochus indicus; sendo distribuída pelas costas do Indo-Pacífico ao norte da Austrália, em águas rasas da zona nerítica. Onustus indicus é a espécie-tipo do gênero Onustus Swainson, 1840.

## Descrição da concha
Concha de formato circular, em vista superior ou inferior, e cônica de espiral baixa, em vista lateral, chegando até 10 centímetros, quando desenvolvida e de coloração amarelada a salmão. Ela é caracterizada por aglutinações, na superfície de sua concha, de pequenos pedaços de pedra aderidos apenas nas suas primeiras duas a três voltas, com o restante livre e com a presença de uma expansão ao redor de sua base umbilicada e branca, muito fina e delicada. Superfície esculpida com nervuras radiais finas, cruzadas por estrias irregulares.

Concha de O. indicus (Gmelin, 1791)